# 3178 Yoshitsune
3178 Yoshitsune је астероид главног астероидног појаса чија средња удаљеност од Сунца износи 2,714 астрономских јединица (АЈ).
Апсолутна магнитуда астероида је 11,9.